# Кулагин, Андрей Михайлович
Андре́й Миха́йлович Кула́гин (4 сентября 1921 года — 20 августа 1980 года) — советский лётчик-ас, полковник авиации, участник Великой Отечественной войны, Герой Советского Союза (1944).

## Биография

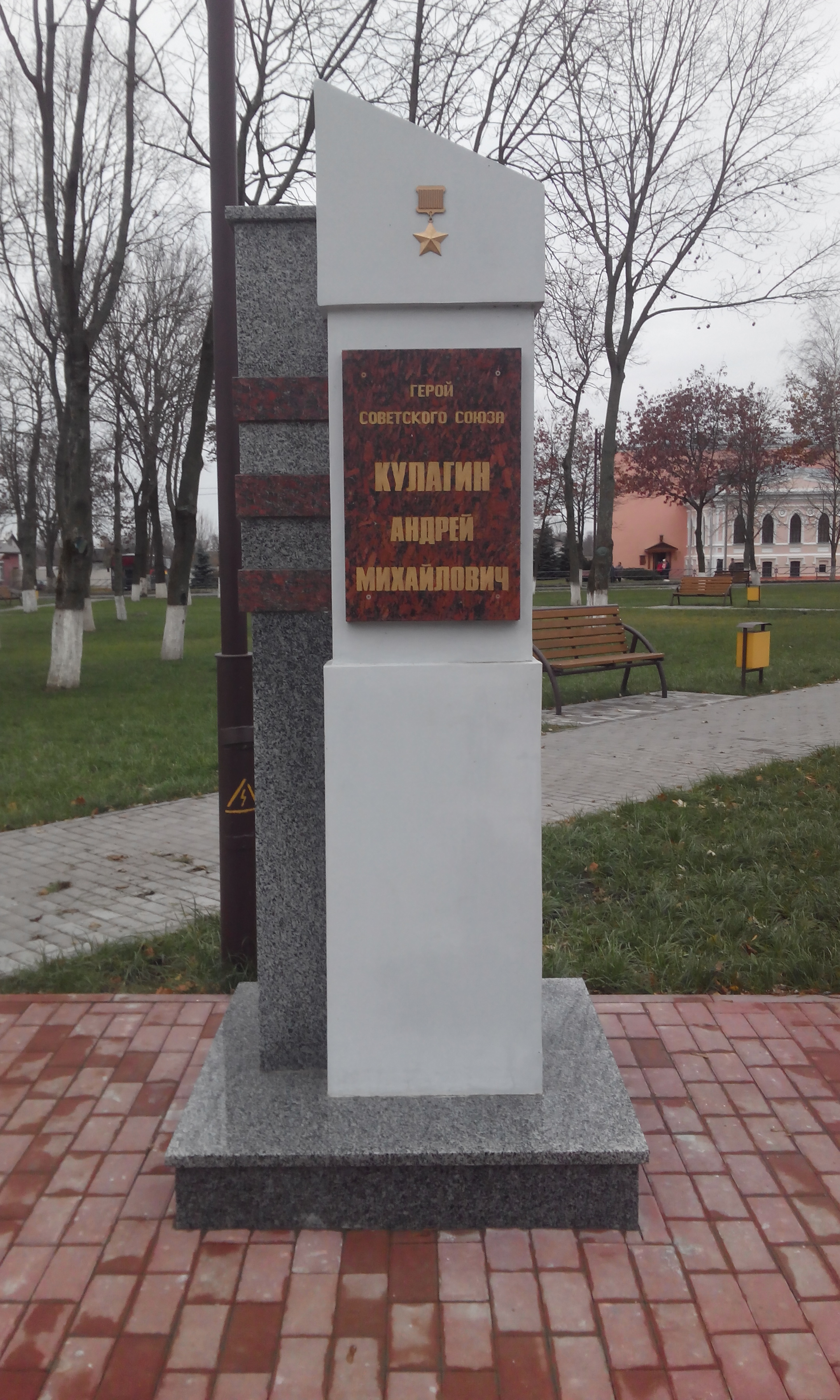
Стела в честь А. М. Кулагина на Аллее Героев — знаменитых уроженцев Ветковского района.

Родился 4 сентября 1921 года в деревне Старое Закружье Ветковского района Гомельской области Белоруссии в семье рабочего. Белорус. Окончил 7 классов школы № 20 в городе Могилёве.
В 1936 году начал работать слесарем на Могилёвском авторемонтном заводе имени С. М. Кирова. В 1939 году окончил Могилёвский аэроклуб.
В РККА с 1940 года. В 1942 году окончил Армавирскую военную авиационную школу пилотов.
Участник Великой Отечественной войны с июля 1942 года. Член ВКП(б) с 1943 года. Сражался с немецкими войсками в небе на Южном, Закавказском, Северо-Кавказском, 2-м Белорусском фронтах и в Отдельной Приморской армии.
Стал заместителем командира эскадрильи 249-го истребительного авиационного полка 229-й истребительной авиационной дивизии 4-й воздушной армии. По данным на февраль 1944 года старший лейтенант Кулагин, обеспечивая боевые действия Отдельной Приморской армии, совершил триста двадцать успешных боевых вылетов, в ста шести воздушных боях сбил лично двадцать два и в составе группы четыре вражеских самолёта.
Указом Президиума Верховного Совета СССР от 1 июля 1944 года за образцовое выполнение боевых заданий командования на фронте борьбы с немецко-фашистскими захватчиками и проявленные при этом мужество и героизм старшему лейтенанту Кулагину Андрею Михайловичу присвоено звание Героя Советского Союза.
Всего за годы войны Андрей Михайлович, совершив 762 успешных боевых вылета, принимая участие в 142 воздушных боях, сбил 32 самолётов противника лично и 7 — в групповых боях.

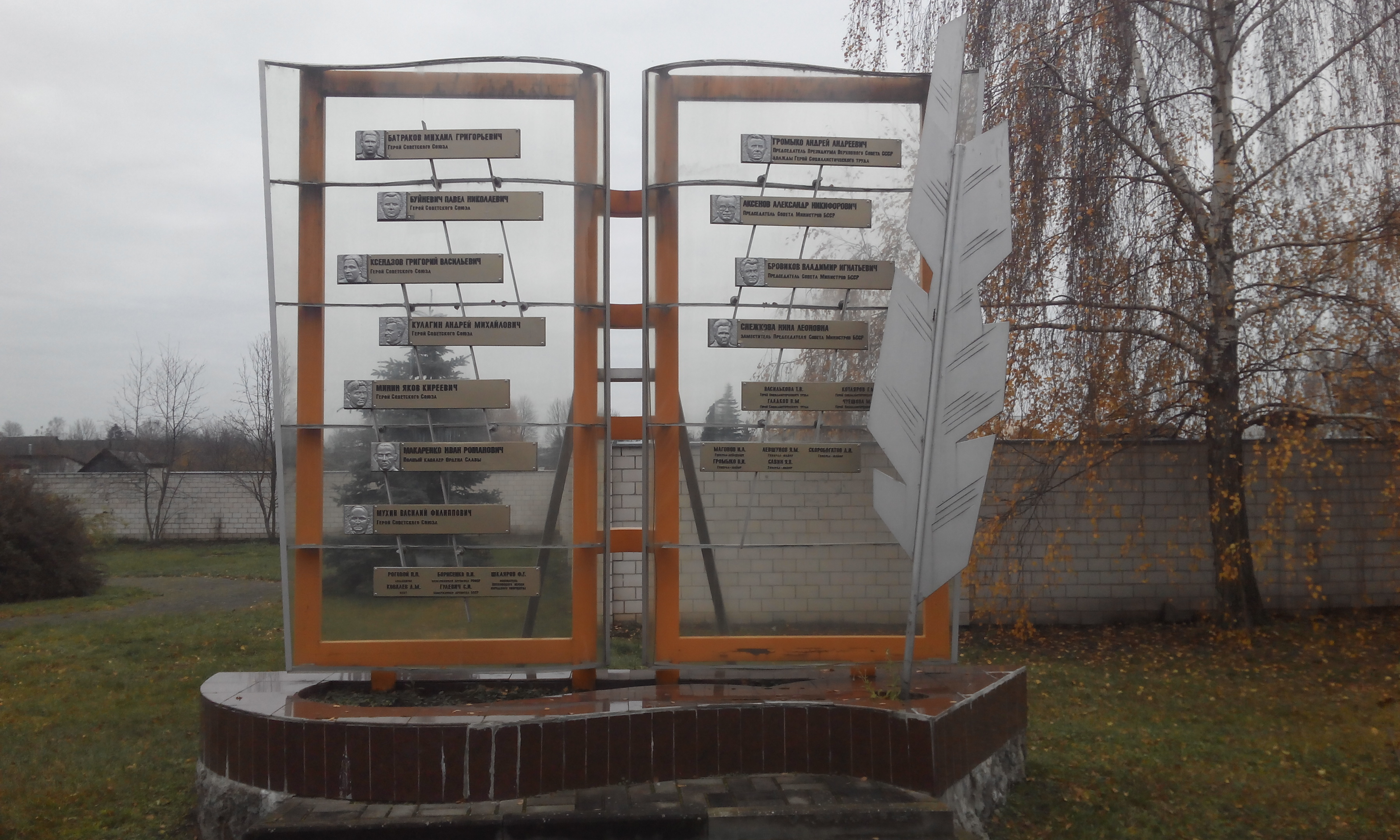
Памятник известным уроженцам Ветковского района в Ветке (Гомельской области)

Могила Кулагина на Восточном кладбище Минска.

После войны продолжил службу в ВВС СССР. В 1945 году он окончил Высшие офицерские лётно-тактические курсы ВВС, а в 1954 году — Военно-воздушную академию. В 1955 году Кулагин ушёл в запас в звании полковника.
Жил в Минске. С 1959 года работал инструктором Заводского районного комитета КП Белорусской ССР города Минска, а с 1961 года — инструктором, заведующим отделом административных органов ЦК КПБ. Избирался депутатом Верховного Совета Белорусской ССР 2-го созыва.
Умер 20 августа 1980 года. Похоронен в Минске.

## Награды и звания
- Медаль «Золотая Звезда» № 3857
- Орден Ленина
- 3 Ордена Красного Знамени
- Орден Александра Невского
- Орден Отечественной войны I степени
- Орден Красной Звезды
- Орден «Знак Почёта»
- Медали СССР

## Память
- В Минске на фасаде дома № 80 по проспекту Независимости в память о герое установлена мемориальная доска.
- Барельеф с именем на памятнике известным уроженцам Ветковского района. Памятник в форме раскрытой книги установлен в Ветке (Гомельская область).
- Стела в честь А. М. Кулагина на Аллее Героев — знаменитых уроженцев Ветковского района. Расположена в Ветке (Гомельская область), на центральной площади.